# János Brenner
János Brenner, né le 17 décembre 1931 à Szombathely et mort assassiné le 15 décembre 1957 à Zsida, près de Szentgotthárd, est un prêtre catholique hongrois ayant été victime d'une embuscade tenue par la police soviétique pour le seul motif de mener activement son ministère sacerdotal. Il est considéré comme le « Tarcisius hongrois » du fait de la similitude de leur mort. János Brenner est vénéré comme martyr et bienheureux par l'Église catholique.

## Biographie
Janos Brenner est issu d'une famille modeste et très religieuse. Il effectue sa scolarité dans différents établissements religieux. En 1950, il rejoint l'Ordre cistercien au noviciat de Zirc, où il reçoit le nom d'Anastase. Toutefois, la suppression  des ordres religieux par les autorités soviétiques le poussent à continuer sa formation dans la clandestinité pendant un an. Il finit par rejoindre le séminaire diocésain, au sein duquel il est ordonné prêtre le 19 juin 1955. 
Malgré l'hostilité du régime envers le clergé, János Brenner mène son ministère avec énergie. Il avait écrit dans son journal : "Je désire être saint pour sanctifier les âmes qui me seront confiées". Décrit comme un prêtre proche de ses paroissiens, son ministère ne passe pas inaperçu si bien que les services secrets du régime le repèrent rapidement et le surveillent. 
Dans la nuit du 15 décembre 1957, un jeune homme l'appelle pour lui demander d'apporter l'extrême onction à son oncle mourant. Arrivé sur place, c'est en réalité une embuscade montée par la police soviétique. János Brenner est poignardé à 32 reprises avant d'être battu à mort. Lorsque l'on découvrira son corps, on retrouva dans sa main droite l'hostie qu'il avait apportée pour l'occasion et qu'il avait tout fait pour préserver. C'est pour cette raison qu'on le compare à saint Tarcisius, un jeune romain tué vers 250 pour avoir protégé l'hostie qu'il amenait aux chrétiens emprisonnés. Une chapelle fut élevée sur le lieu exact de l'exécution de János Brenner. 

## Vénération

### Béatification

#### Reconnaissance du martyre
La cause pour la béatification de János Brenner débute le 3 octobre 1999 à Szombathely. L'enquête diocésaine se clôture le 31 juillet 2008 puis est envoyée à Rome, pour être étudiée par la Congrégation pour les causes des saints. Le 8 novembre 2017, le pape François reconnaît la mort in odium fidei de János Brenner, lui attribuant le titre de martyr et permettant sa béatification.
János Brenner est proclamé bienheureux le 1er mai 2018 au cours d'une cérémonie célébrée à Szombathely par le cardinal Angelo Amato.